# Patrycja Wyciszkiewicz-Zawadzka
Patrycja Wyciszkiewicz-Zawadzka (* 8. Januar 1994 in Śrem als Patrycja Wyciszkiewicz) ist eine polnische Sprinterin, die sich auf den 400-Meter-Lauf spezialisiert hat.
Mit der polnischen 4-mal-400-Meter-Staffel wurde sie 2018 in Berlin Europameisterin und gewann 2019 eine Silbermedaille bei den Weltmeisterschaften in Doha.

## Sportliche Laufbahn
Erste internationale Erfahrungen sammelte Patrycja Wyciszkiewicz-Zawadzka im Jahr 2011, als sie bei den Jugendweltmeisterschaften nahe Lille mit 53,97 s im Halbfinale über 400 Meter ausschied und mit der polnischen Sprintstaffel (1000 Meter) in 2:10,35 min den siebten Platz belegte. Kurz darauf gewann sie bei den Junioreneuropameisterschaften in Tallinn in 3:35,35 min die Silbermedaille in der 4-mal-400-Meter-Staffel. Im Jah darauf schied sie bei den Juniorenweltmeisterschaften in Barcelona mit 53,04 s im Semifinale über 400 Meter aus und belegte mit der Staffel in 3:37,90 min den siebten Platz. Daraufhin nahm sie mit der Staffel an den Olympischen Sommerspielen in London teil und schied dort mit 3:30,15 min im Vorlauf aus. 2013 siegte sie in 51,56 s im Einzelbewerb bei den Junioreneuropameisterschaften in Rieti und sicherte sich auch mit der Staffel in 3:32,63 min die Goldmedaille. Anschließend schied sie bei den Weltmeisterschaften in Moskau mit der Staffel mit 3:29,75 min in der Vorrunde aus. Im Jahr darauf belegte sie bei den Hallenweltmeisterschaften in Sopot mit der polnischen Stafette in 3:29,89 min den vierten Platz. Bei den IAAF World Relays 2014 in Nassau belegte sie in 3:27,37 min den fünften Platz und im August schied sie bei den Europameisterschaften in Zürich mit 52,73 s in der ersten Runde über 400 Meter aus und klassierte sich mit der Staffel mit 3:25,73 min auf dem fünften Platz.
2015 gewann sie bei den U23-Europameisterschaften in Tallinn in 51,63 s die Bronzemedaille über 400 Meter hinter der Rumänin Bianca Răzor und Jekaterina Renschina aus Russland und mit der Staffel sicherte sie sich in 3:30,24 min die Silbermedaille hinter dem britischen Team. Anschließend schied sie bei den Weltmeisterschaften in Peking mit 51,94 s im Halbfinale über 400 Meter aus und verpasste mit der Staffel mit 3:32,83 min den Finaleinzug. Im Jahr darauf schied sie bei den Europameisterschaften in Amsterdam mit 52,92 s im Semifinale im Einzelbewerb aus und wurde mit der Staffel in 3:27,60 min Vierte. Daraufhin nahm sie erneut an den Olympischen Sommerspielen in Rio de Janeiro teil und schied dort mit 52,51 s im Halbfinale über 400 Meter aus und belegte mit der Staffel in 3:27,28 min im Finale den sechsten Platz. 2017 startete sie mit der Staffel bei den Halleneuropameisterschaften in Belgrad und siegte dort in 3:29,94 min gemeinsam mit Małgorzata Hołub-Kowalik, Iga Baumgart-Witan und Justyna Święty-Ersetic. Bei den Weltstudentenspielen in Taipeh gewann sie mit der polnischen Mannschaft die Goldmedaille. Im August verpasste sie bei den Weltmeisterschaften in London mit 3:26,47 min den Finaleinzug mit der Staffel, ehe sie bei der Sommer-Universiade in Taipeh in 3:26,75 min die Goldmedaille gewann. Im Jahr darauf schied sie bei den Hallenweltmeisterschaften in Birmingham mit 53,22 s in der ersten Runde im Einzelbewerb aus und gewann im Staffelbewerb in 3:26,09 min gemeinsam mit Justyna Święty-Ersetic, Aleksandra Gaworska und Małgorzata Hołub-Kowalik die Silbermedaille hinter dem Team aus den Vereinigten Staaten. Im August wurde sie dann bei den Europameisterschaften in Berlin in 3:26,59 min gemeinsam mit Hołub-Kowalik, Baumgart-Witan und Święty-Ersetic Europameisterin in der 4-mal-400-Meter-Staffel.
Bei den IAAF World Relays 2019 in Yokohama wurde sie in 3:27,49 min Erste in der 4-mal-400-Meter-Staffel und verhalf der Mixed-Staffel zum Finaleinzug. Im Oktober gewann sie bei den Weltmeisterschaften in Doha in 3:21,89 min gemeinsam mit Iga Baumgart-Witan, Małgorzata Hołub-Kowalik und Justyna Święty-Ersetic die Silbermedaille in Frauenstaffel hinter dem US-amerikanischen Team. Nach einer einjährigen Wettkampfpause 2022 fokussiert sie sich seit 2023 vermehrt auf den 800-Meter-Lauf und war bei einigen internationalen Rennen als Pacmakerin aktiv. Im August belegte sie bei den Weltmeisterschaften in Budapest in 3:24,93 min den sechsten Platz im Staffelbewerb und gelangte in der Mixed-Staffel mit 3:15,49 min auf Rang acht.
2015 wurde Wyciszkiewicz-Zawadzka polnische Meisterin im 400-Meter-Lauf.

## Persönliche Bestzeiten
- 200 Meter: 23,36 s (+0,3 m/s), 10. Juni 2018 in Gliwice
- 400 Meter: 51,31 s, 24. August 2015 in Peking
  - 400 Meter (Halle): 52,51 s, 18. Februar 2017 in Toruń
- 600 Meter: 1:26,39 min, 3. August 2019 in Bern
  - 600 Meter (Halle): 1:27,10 min, 27. Januar 2018 in Toruń
- 800 Meter: 2:02,24 min, 29. Juli 2023 in Gorzów Wielkopolski